# Nicarao
 Ovo je glavno značenje pojma Nicarao. Za druga značenja pogledajte Nicarao (razdvojba).
Nicarao, indijanski narod iz grupe Nahua nastanjen u prvoj polovici 16 stoljeća u Nikaragvi uz obale istoimenog jezera. U kontakt s prvim Europljanima dolaze 1520.-tih godina dolaskom španjolskog istraživača i trgovca robljem Francisca Fernándeza de Córdobe (1524.) koji vodi ekspediciju u Nikaragvu i utemeljuje prva španjolska naselja, današnje gradove Granada na jezeru Nicaragua i Leon na jezeru Managua. Nicarao Indijanci prisiljeni su tada raditi u rudnicima i na španjolskim farmama. Nikaragva je dobila ime po plemenu i poglavici čije je ime bilo Nicarao.
Nicarao i Pipili, plemena koja su govorila Nahuat porijeklo imaju u središnjem i južnom Meksiku, a čije bi migracije na jug mogle biti indirektno povezane s kolapsom Teotihuacana. U nekoliko valova od 700.-tih pa do 1350. Nahua grupe prodiru u države Srednje Amerike, i ti pokreti predstavljaju, kaže William R, Fowler Jr., najveće migracije Mezoameričke prapovijesti. Oko 1200. godine dolazi do novijih migracija koje su odcijepile Nicaraoe od Pipila. 

## Vanjske poveznice
- Nicaragua History
- Nicaragua